# Spanish Fry
«Spanish Fry» (рус. «Шпанский Фрай») — семнадцатый эпизод четвёртого сезона мультсериала «Футурама». Североамериканская премьера этого эпизода состоялась 13 июля 2003 года.

## Содержание
Вся команда «Межпланетного Экспресса» отправляется на корпоративный пикник в парк «Duraflame National Forest». В первую же ночь Фрай отправляется на поиски Снежного человека, который, по слухам, там обитает. Сам он ничего не находит, а вот его находят пришельцы, и на следующее утро Фрай возвращается к друзьям без носа.
Все немедленно возвращаются в Новый Нью-Йорк, чтобы достать Фраю новый нос, но тут они узнают об аналогичных случаях похищений. Пришельцы охотятся за человеческими носами, которые в их мирах, натёртые на тёрке, считаются сильными афродизиаками.
Лила, Бендер и Фрай отправляются на Галактический Базар, где находят нелегального торговца человеческими носами. Они узнают от него, кто купил нос Фрая — это Лррр, правитель планеты Омикрон Персей 8. Троица отправляется туда за носом Фрая и вскоре узнаёт, зачем Лррр купил его: у того не всё благополучно в семейной жизни, а человеческий нос (как он надеется) поможет ему всё наладить. Жена инопланетянина Нднд возвращает Фраю его часть лица, но теперь (благодаря болтливости Бендера) омикронцы знают, что нос — это не половой орган землян, поэтому Лррр хочет отрезать у Фрая его «нижний рог».
Конечно, Фрай не хочет отдавать свой «нижний рог», и ему помогает Лила, которая объясняет инопланетянам, что в решении их семейных проблем надо искать другой путь. Фрай всячески пытается помочь. Он с Лилой и Бендером возвращается в парк «Duraflame National Forest», чтобы организовать там романтический ужин на свежем воздухе под звёздами для влюблённых пришельцев. Но ничего не выходит, даже сверхромантичная (по мнению Лилы) песня «I Will Always Love You» (в её же исполнении) производит на чудовищ обратный эффект.
Фрай уже мысленно прощается со своим мужским достоинством, когда появляется настоящий Снежный человек. Инопланетяне им очарованы, а вот охранник парка пытается усыпить зверя. Лррр встаёт на защиту Снежного человека и осознаёт, что, отрезав Фраю его «нижний рог», он стал бы таким же, как этот охранник, и отпускает Фрая. После этого Нднд понимает, что нежный Лррр, которого она полюбила, ещё существует, и их семейная гармония восстанавливается.

## Персонажи
Список новых или периодически появляющихся персонажей сериала
- Лррр
- Нднд
- Линда
- Морбо
- Сэл
- Петуния
- Рэнди Манчиник
- Потрошитель
- Джо Камел
- Дебют: Большеног (Снежный человек)

## Изобретения будущего
- Электронные ноги профессора Фарнсворта.
- Рекламные космические спутники, в том числе первый спутник Земли — «Спутник-1».